# Albert Meyong
Albert Meyong Zé (Yaundé, 19 de octubre de 1980), conocido también como Meyong Zé, es un futbolista camerunés, se desempeña como delantero.

## Biografía
Comenzando a jugar en Europa en el Ravenna italiano, Meyong fichó en el año 2000 por el Vitória Setúbal. Su etapa en Portugal sería la mejor de su carrera deportiva, entre el año 2000 y el 2005, Meyong anotó 53 goles en 150 partidos, destacando como uno de los mejores delanteros de toda la liga portuguesa. En 2005 se marchó al Os Belenenses, donde tendría otra destacadísima actuación, anotando 17 goles en 26 partidos.
Su exitosa carrera en Portugal llamó la atención del Levante UD, el cual pagó dos millones de euros al Belenenses por hacerse con sus servicios. Nada más llegar, Meyong dijo: "no quiero ser el Eto'o del Levante, quiero ser Meyong". Tras una temporada 2006-07 floja en lo deportivo, Meyong sería cedido al Albacete Balompié en la siguiente temporada, donde tampoco tuvo una buena participación.
En 2008 regresaría a Portugal fichando por el Sporting de Braga, hasta que en 2011 sería rescindido su contrato. En 2012 firmó con su antiguo club, el Vitória Setúbal.

## Clubes
| Club              | País     | Año         |
| ----------------- | -------- | ----------- |
| Canon Yaoundé     | Camerún  | 1997 - 1998 |
| Ravenna           | Italia   | 1998 - 1999 |
| Vitória Setúbal   | Portugal | 2000 - 2005 |
| Os Belenenses     | Portugal | 2005 - 2006 |
| Levante UD        | España   | 2006 - 2007 |
| Albacete Balompié | España   | 2007        |
| SC Braga          | Portugal | 2008 - 2012 |
| Vitória Setúbal   | Portugal | 2012 - 2017 |